# Bauhinia pauciflora
Bauhinia pauciflora är en ärtväxtart som beskrevs av Elmer Drew Merrill. Bauhinia pauciflora ingår i släktet Bauhinia och familjen ärtväxter. Inga underarter finns listade i Catalogue of Life.